# 中原球場
中原球場（なかはらきゅうじょう）は、埼玉県東松山市の岩鼻運動公園内にある野球場。東松山野球場に隣接する。

## 概要
主に市内の小中学生の大会、および社会人、草野球に使われている。外野フェンスが極端に低いため（約20cm）打球がゴロでも超えてしまい、エンタイトルツーベースになりやすいため、高校野球（硬式）では使われていない。
観客席はバックネット裏にベンチが13個あるのみであり、40人程度しか着席できない。
球場は遮る物がないため、夕方になると外野の芝生部分で犬を散歩している人を目にすることができる。

## 施設概要
- 両翼約90m　中堅115m
- 外野：天然芝
- 収容人員：40人
- フェンス：約20cm

## 交通
- 東武東上線・東松山駅東口から川越観光バス「［東松07］市立病院経由 マイタウン循環」で「市営住宅」下車後徒歩約5分